# Phasis pringlei
Phasis pringlei är en fjärilsart som beskrevs av Dickson 1977. Phasis pringlei ingår i släktet Phasis och familjen juvelvingar. IUCN kategoriserar arten globalt som sårbar. Inga underarter finns listade i Catalogue of Life.